# 蘇嘉
蘇嘉(そか）は、古代中国の前漢時代の官吏で、奉車都尉である。生年不明、没年は天漢元年（紀元前100年）以降、後元2年（紀元前87年）以前。
将軍として匈奴と戦った蘇建の長子。弟に蘇武と蘇賢、妹が2人いた。
若い頃、父のおかげで兄弟ともに若くして郎となった。天漢元年（紀元前100年）に蘇武は使者として匈奴に遣わされ、副使が起こした暗殺未遂事件のせいで捕虜となった。
蘇嘉は武帝に仕えて奉車都尉となった。武帝が雍（雍城）の棫陽宮に行くとき、道を掃除していたところ、柱に触れて皇帝の車の轅を折った。大不敬の罪とされ、剣に伏して自殺した。
後、匈奴に仕えていた李陵は、蘇嘉の死を蘇武に告げ、匈奴に仕えるよう勧めたが、蘇武は従わなかった。昭帝が即位する後元2年（紀元前87年）よりだいぶ前のことである。